# Luca Pfeiffer
 (août 2025).
Pour les articles homonymes, voir Pfeiffer.
Luca Pfeiffer (né le 20 août 1996 à Bad Mergentheim) est un footballeur allemand qui évolue au poste d'attaquant au Karlsruher SC.

## Biographie
Dans sa jeunesse, Pfeiffer joue pour le VfR Gommersdorf, le TSG 1899 Hoffenheim et le FSV Hollenbach. Il commence au niveau régional, en Oberliga Baden-Württemberg. Au début de la saison 2016-2017, il est transféré au SV Stuttgarter Kickers, qui vient d'être relégué de la 3. Liga en Regionalliga Sud Ouest.
En 2018, Pfeiffer est relégué en championnat avec le Kickers puis rejoint le SC Paderborn 07 qui vient d'accéder à la 2. Bundesliga. Cependant, l'attaquant a été immédiatement prêté au VfL Osnabrück, club de 3. Liga. Le 1er septembre, Pfeiffer fait ses débuts professionnels lors du match à l'extérieur au Hallescher FC lorsqu'il entre à la place de Marcos Alvarez. À la fin de la saison, le VfL Osnabrück est champion et accède à la 2. Bundesliga.
Après l'expiration de son contrat de prêt, l'attaquant ne retourne pas à Paderborn au printemps 2019, le club le vend plutôt au FC Würzburger Kickers, pour 1.5 million d'euros, où il reçoit un contrat valable jusqu'en juin 2021. Avec 15 buts cette saison, il joue un rôle clé dans l'accession de Wurtzbourg, deuxième, en 2. Bundesliga.
Le 5 octobre 2020, dernier jour du mercato estival, Luca Pfeiffer rejoint le Football Club Midtjylland, champion du Danemark 2020 et qualifié pour la Ligue des champions, avec un contrat jusqu'en juin 2024. Le FC Midtjylland commence lors du deuxième tour de qualification et finit dernier du groupe D ; Pfeiffer participe à trois matchs pour 16 minutes de jeu, lors d'un remplacement à la fin du match à l'extérieur face au Liverpool Football Club.